# Aleksander Rombowski
Aleksander Rombowski (ur. 21 lutego 1899 w Mielcu, zm. 28 kwietnia 1965 w Opolu) – polski pedagog, filolog i historyk; nauczyciel akademicki związany z Uniwersytetem Wrocławskim i Wyższą Szkołą Pedagogiczną w Opolu.

## Życiorys

### Lata dzieciństwa i młodości
Urodził się w 1899 roku w Mielcu jako syn nauczycieli, Eugeniusza i Magdaleny z domu Zemel. Szkołę elementarną ukończył w Tarnowie, a od 1909 roku kontynuował naukę w tamtejszym gimnazjum. Ze względu na wybuch I wojny światowej w 1914 roku musiał przerwać naukę. Egzamin maturalny zdał dopiero w 1921 roku w Rzeszowie. W tym samym roku podjął studia na Uniwersytecie Jagiellońskim w Krakowie, po czym przeniósł się na Uniwersytet Jana Kazimierza we Lwowie. W międzyczasie pracował jako nauczyciel w lokalnych szkołach. W 1925 roku uzyskał dyplom jednorocznego Studium Pedagogicznego, a w 1930 roku dyplom nauczyciela szkoły średniej w zakresie historii i historii literatury polskiej.
W latach 30. XX wieku pracował jako nauczyciel gimnazjach na terenie Łomży, Częstochowy, Łodzi i Kielc. Równocześnie pisał artykuły dotyczące historii literatury polskiej, które publikował w "Kurierze Literacko-Naukowym", "Ilustrowanej Rewii Tygodniowej", "Głosie Porannym" oraz "Literaturze Łodzi". W czasie II wojny światowej udało mu się wydostać do Związku Radzieckiego, gdzie pracował w szkolnictwie organizowanym przez Związek Patriotów Polskich w Tyflisie w Gruzji.

### Praca we Wrocławiu
W 1946 roku powrócił do Polski i osiedlił się w Łodzi, zostając pracownikiem archiwum miejskiego. W 1948 roku przeprowadził się do Wrocławia, podejmując pracę w Wojewódzkim Archiwum Państwowym, a później w Bibliotece Uniwersyteckiej przy ulicy Karola Szajnochy. W tym czasie dokonał segregacji archiwaliów, a także publikował artykuły historyczne dotyczące dziejów Śląska. Pisał m.in. do: "Odry", "Sobótki", "Zarania Śląskiego", "Zeszytów Naukowych Uniwersytetu Wrocławskiego", "Zeszytów Naukowych WSP w Opolu". W 1950 roku uzyskał stopień naukowy doktora nauk humanistycznych w zakresie filozofii na Uniwersytecie Wrocławskim, a w 1956 roku stopień docenta. Ukoronowaniem jego kariery naukowej było nadanie mu w 1964 roku stopnia profesora nadzwyczajnego.

### Praca na opolskiej WSP i śmierć
W 1962 roku przeniósł się na cały etat do Wyższej Szkoły Pedagogicznej w Opolu, zostając nauczycielem akademickim. Otrzymał w Opolu mieszkanie na Osiedlu Chabrów.
Aleksander Rombowski według opinii swoich przyjaciół nie dbał o swoje zdrowie. Nie korzystał z wczasów leczniczych, ani z pobytów w sanatoriach. W kwietniu 1965 roku, po ostrym ataku pęcherzyka żółciowego, pogotowie zawiozło go do szpitala przy ulicy Katowickiej, gdzie zmarł. Został pochowany na cmentarzu w Półwsi.

## Życie prywatne
Aleksander Rombowski ożenił się ze swoją współpracownicą z Biblioteki Uniwersyteckiej we Wrocławiu, Barbarą Cielecką. Mieli dwoje dzieci: córkę Krzysztofę i syna Henryka, mieszkających obecnie w Kopenhadze.

## Wybrane publikacje
- Zabytki śląskiej literatury mieszczańskiej : ze zbiorów Biblioteki Uniwersyteckiej we Wrocławiu, Wrocław 1951.
- Ludycje wiesne : zabytek literatury ludowej z połowy XVI wieku, Wrocław 1953.
- Nauka języka polskiego we Wrocławiu : koniec wieku XVI – połowa wieku XVIII, Wrocław 1960.
- Z historii szkolnictwa polskiego na Śląsku : Byczyna, Kluczbork, Wołczyn : od połowy wieku XVI do połowy wieku XVIII, Katowice 1960.